# A Normal Lost Phone
A Normal Lost Phone – komputerowa gra przygodowa stworzona przez francuskie studio Accidental Queens i wydana przez Playdius oraz Plug In Digital. Gra została opublikowana 26 stycznia 2017 roku na platformy Microsoft Windows, macOS, Linux, Android oraz iOS, a 1 marca 2018 roku ukazała się również na konsoli Nintendo Switch. Za projekt odpowiadali Elizabeth Maler i Rafael Martínez-Jausoro, a za programowanie – Diane Landais.
Gra opowiada historię poprzez eksplorację znalezionego telefonu komórkowego. Gracz wciela się w osobę, która znajduje zgubiony telefon należący do 18-letniego Sama. Rozgrywka polega na przeglądaniu wiadomości tekstowych, zdjęć, aplikacji i innych danych znajdujących się w telefonie, w celu odkrycia historii jego właściciela. Gra przyjmuje formę narracyjnego śledztwa, w którym gracz stopniowo odkrywa sekrety i tożsamość właściciela telefonu.
A Normal Lost Phone powstała pierwotnie podczas game jamu, a następnie została rozbudowana na potrzeby wydania komercyjnego. Porusza tematykę LGBTQ+, lecz została chłodno przyjęta ze względu na przewidywalny i niezręczny sposób przedstawienia zjawiska homofobii. W 2018 roku ukazał się sequel pod tytułem Another Lost Phone: Laura’s Story, przedstawiający wydarzenia z pierwowzoru z innej perspektywy.

## Nagrody
| Rok  | Festiwal/instytucja    | Nagroda                                       | Wynik     |
| ---- | ---------------------- | --------------------------------------------- | --------- |
| 2017 | Ping Awards            | Nagroda specjalna jury                        | Wygrana   |
| 2017 | Ping Awards            | Najlepsza gra mobilna                         | Nominacja |
| 2017 | Ping Awards            | Najlepszy scenariusz                          | Nominacja |
| 2018 | New York Game Awards   | Nagroda A-Train dla najlepszej gry mobilnej   | Nominacja |
| 2018 | Emotional Games Awards | Najlepsza emocjonalna gra mobilna i przenośna | Nominacja |